# Одорхею-Секуеск
Одорхею-Секуеск (рум. Odorheiu Secuiesc, венг. Székelyudvarhely, Секейудвархей) — второй по величине город жудеца Харгита в Румынии. Город также известен под коротким названием Одорхей в румынском и Удвархей в венгерском языках. Венгерское название города «Удвархей» означает «двор», «Секейудвархей» — «секейский двор».

## История
Город, как бывшая столица комитата Удвархей королевства Венгрия, является одним из исторических центров Секейского края. Первое известное упоминание города было в папском реестре обязанностей в 1334 году, когда он был упомянут под своим венгерским именем, священник из Одуорхела. С 1615 года, когда Габор Бетлен, принц Трансильвании, подтвердил права города, это место было известно как Секейудвархей.
Удвархей был местом первой ассамблеи секеев в 1357 году. В 1451 году в городе была возведена крепость. Она была перестроена и усилена Яношом II Запольяи в 1565 году, чтобы контролировать секеев. В 1599 году принц Валахии Михай Храбрый, объединившись с секеями и Габсбургами, разрушил крепость во время его кампании в Трансильвании. Позднее она была снова восстановлена и разрушена. Руины крепости сейчас известны как «Крепость, на которую напали секеи».
Исторически город являлся частью Секейского края Трансильвании. Он был столицей округа Удвархейсек вплоть до административной реформы в Трансильвании в 1876 году, когда вместе с комитатом Удвархей он стал частью Королевства Венгрия. По Трианонскому договору 1920 года он стал частью Румынии и был частью жудеца Одорхей в период между двумя мировыми войнами. В 1940 году Второй Венский арбитраж передал Северную Трансильванию Венгрии, которая контролировала город до 1944 года. После освобождения в город вернулась румынская администрация и в 1947 году он вновь стал частью Румынии. С 1952 по 1960 год город был частью Венгерской автономной области, с 1960 по 1968 год — Муреш-Венгерской автономной области. В 1968 году автономия была упразднена, и с тех пор город являлся частью жудеца Харгита.
22 мая 2004 года в городе был открыт парк статуй важных исторических личностей секеев. Это вызвало полемику, так как одна из статуй («Блуждающий Секей») была истолкована в румынских СМИ как портрет спорного писателя и поэта Альберта Вашша.
Город и соседние деревни пострадали от наводнения в августе 2005 года.
По данным переписи населения 2016 года, население Одорхею-Секуеск составляло 38 575 человек.

## Достопримечательности

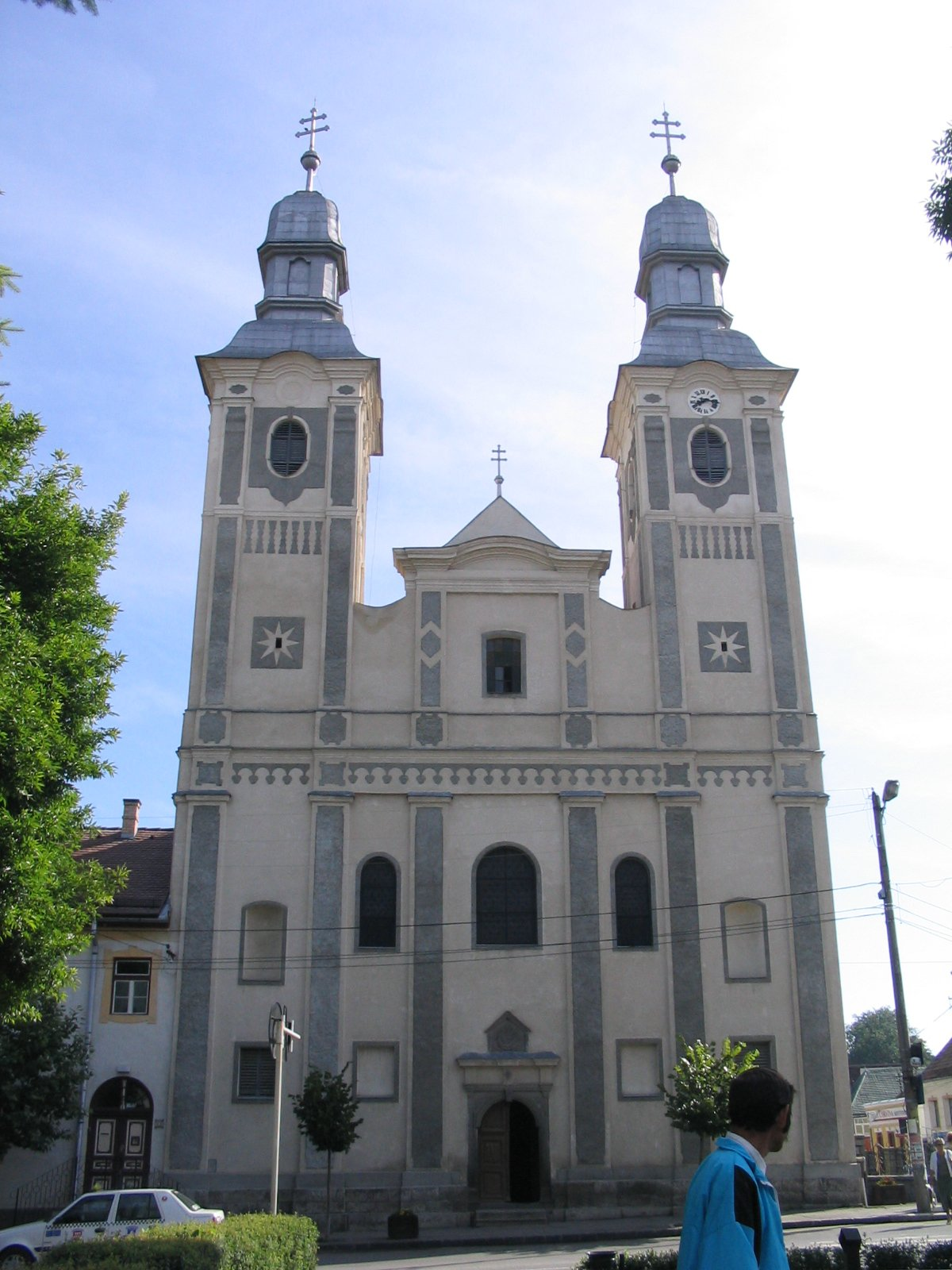
Католический храм

## Города-побратимы
- Барч, Венгрия
- Бекешчаба, Венгрия
- Варкерюлет[англ.], Венгрия
- Вац, Венгрия
- Татабанья, Венгрия
- Тёрёкбалинт, Венгрия
- Тихань, Венгрия
- Хайдудорог, Венгрия
- Хедьвидек[англ.], Венгрия
- Цеглед, Венгрия
- Шорокшар, Венгрия
- Суботица, Сербия
- Дунайска-Стреда, Словакия